# 1645 au théâtre

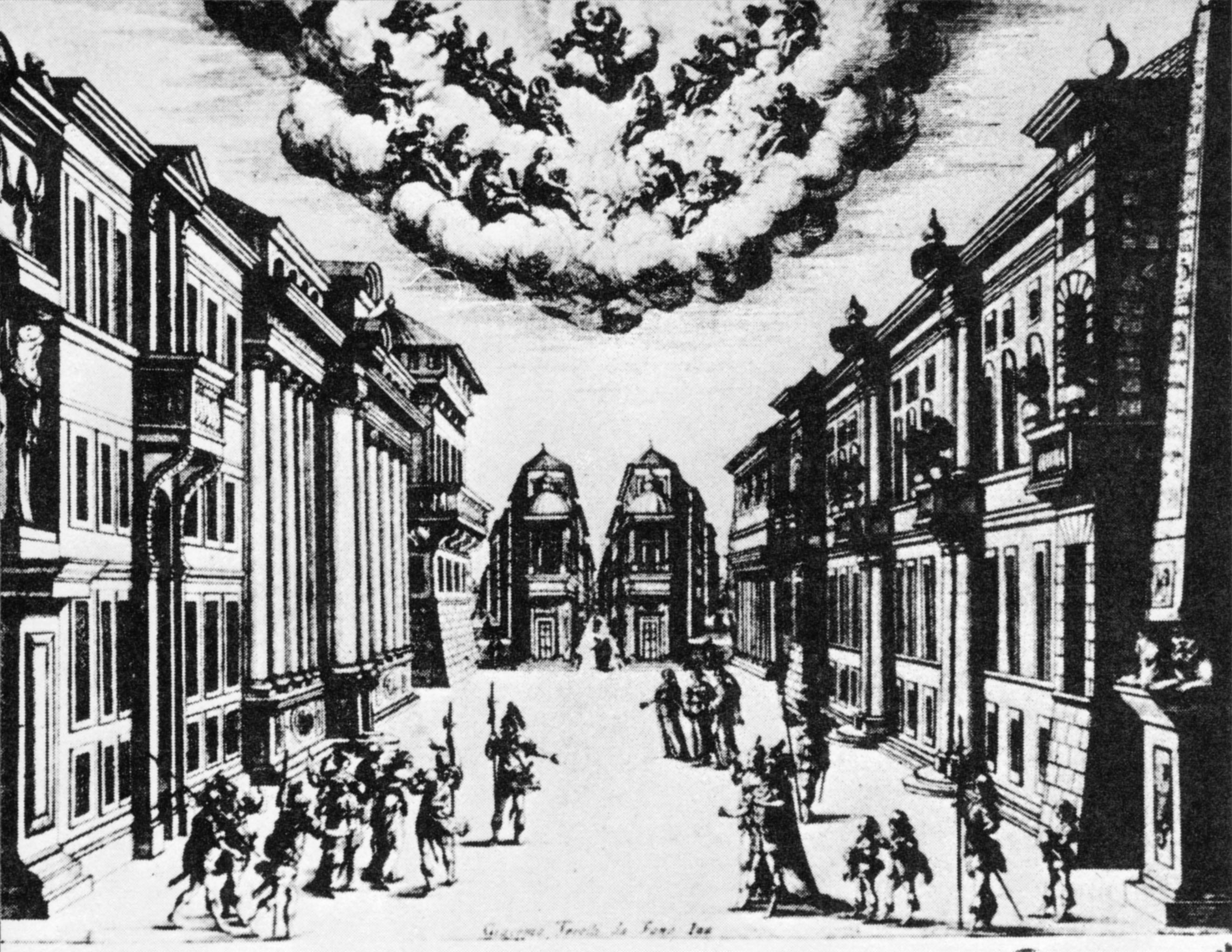
Scénographie de Giacomo Torelli pour l'opéra La finta pazza de Francesco Sacrati joué au théâtre du Petit-Bourbon à Paris en 1645.

| Années du théâtre : 1642 - 1643 - 1644 - 1645 - 1646 - 1647 - 1648    |
| Décennies du théâtre : 1610 - 1620 - 1630 - 1640 - 1650 - 1660 - 1670 |

## Événements
- mars : Molière et la troupe de l'Illustre Théâtre donnent leurs dernières représentations au jeu de paume de la Croix-Noire à Paris ; en avril, leurs créanciers entament des poursuites[1] ; en août, Molière est emprisonné pour dettes au Châtelet ; son père vient à son aide ; la troupe quitte Paris à l'automne et tente une tournée dans l'ouest de la France[2].
- La troupe des comédiens italiens de Giuseppe Bianchi s'installe dans l'hôtel du Petit-Bourbon à Paris.

## Pièces de théâtre publiées
- Publication à Madrid sous le titre Ioco seria burlas veras o reprehension moral, y festiva de los desordenes publicos en doze entremeses representados d'une anthologie des intermèdes [entremeses] et des pièces de Luis Quiñones de Benavente.
- Michel Le Clerc, La Virginie romaine, tragédie, Paris, Toussaint Quinet, 84 p. Lire en ligne sur Gallica.
- Tristan L'Hermite, La Folie du sage, tragi-comédie, Paris, Toussaint Quinet.
- Nicolas Mary, L'illustre comédien, ou Le martyre de Sainct Genest. Tragédie, Paris, Cardin Besongne, 87 p. (Lire en ligne).

## Pièces de théâtre représentées

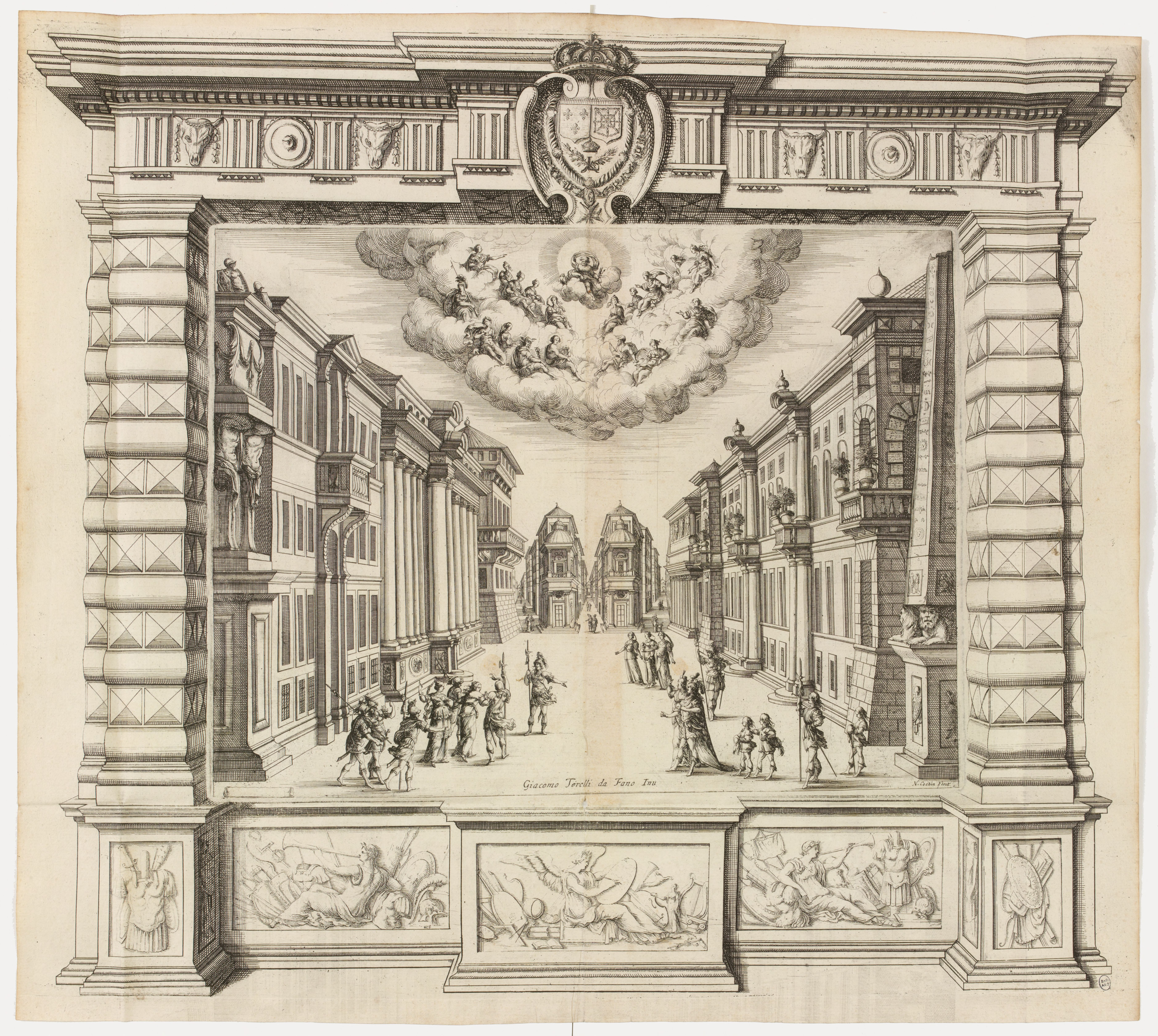
Décor des Feste theatrali per la finta pazza par Giacomo Torelli.

- 18 octobre :  De gramschap [la colère], une des pièces de Willem Ogier de sa série Les Sept Péchés capitaux, est représentée à la chambre de rhétorique De Violieren à Anvers.
- 14 décembre : les acteurs italiens installés à l'hôtel du Petit-Bourbon à Paris donnent sous le titre Feste theatrali per la finta pazza une représentation de La finta pazza, premier opéra alliant musique et ballets, avec une scénographie de Giacomo Torelli.
- Jodelet ou le Maître valet, comédie bouffonne de Paul Scarron, théâtre de l'Hôtel de Bourgogne, Paris.
- La Suite du Menteur, comédie de Pierre Corneille, Paris.

## Naissances
- Date précise non connue : 
  - Hong Sheng, dramaturge chinois, mort en 1704.

## Décès
- 6 juin : Giovanni Briccio, peintre, auteur de théâtre et musicien italien, né le 25 mars 1579.
- 31 août : Francesco Bracciolini, poète et dramaturge italien, né le 26 novembre 1566.